# Dexiosoma lativittata
Dexiosoma lativittata là một loài ruồi trong họ Tachinidae.